# Pont du Perthuis-au-Loup
Le pont du Perthuis-au-Loup est un pont franchissant un bras de la Seine à Châtillon-sur-Seine en Côte-d'Or en France.

## Situation
Le pont franchit le grand bras de la Seine à Châtillon-sur-Seine pour relier Chaumont au nouveau quartier qui se développe entre les deux bras du fleuve.

## Histoire
Le pont du Perthuis-au-Loup est construit au XIVe siècle.
Il est inscrit au titre des Monuments historiques depuis le 16 juin 1928.

## Description
Le pont à deux arches est en maçonnerie.